# Герб Харьковского района
Герб Харьковского района — официальный символ территориальной громады Харьковского района Харьковской области. Утвержден 21 января 2003 г. решением V сессии XXIV созыва Харьковского районного совета.

## Описание
Герб района представляет собой четырехугольный геральдический щит с закругленными нижними углами и заострением в основе. Щит с золотой каймой пересеченный и полураскрытый в нижней части.
В верхнем зеленом поле щита в почетной части положены элементы символа Харьковской области: перекрещенные золотой рог изобилия и кадуцей, жезл которого тоже золотой, а крылья и змеи серебряные.
В правом нижнем углу щита  на синем поле положен золотое солнце, обвитые золотыми колосками пшеницы, освещающий зеленые поля.
В левом нижнем углу щита на золотом поле положены стилизованные изображения символов промышленного района: на фоне предприятия — шестерня, кирпич, фаянсовая посуда, строительные материалы.
Пропорции щита герба: соотношение высоты к ширине — 8:7; закругленные части представляют собой 1/4 круга с радиусом 1/8 высоты герба.
Эталонный образец герба находится в Харьковском районном совете.